# Rijksweg 15
Der Rijksweg 15 ist eine niederländische Fernstraße vom Hafen von Rotterdam (Maasvlakte) bis nach Nijmegen. Zwischen Maasvlakte und Rotterdam wird die Straße N15 genannt, danach wird sie zur Autobahn A15. Sie geht an Tiel und Gorinchem vorbei. Bei Nijmegen trifft sie am Autobahndreieck Ressen auf die A325.
Ursprünglich war geplant, dass der Rijksweg 15 bis nach Enschede führen sollte. Weil aber in der Nähe von Arnhem die Autobahn nicht durchgehend ist (15 km Autobahn fehlen), wurde der zweite Teil Rijksweg 18 (A18/N18) genannt.
Zwischen dem Knooppunt Ridderkerk und dem Knooppunt Valburg ist die A15 Teil der E31.
Die A15 bildet eine wichtige Verbindung zwischen dem Rotterdamer Hafen und dem deutschen Ruhrgebiet. Zusätzlich ist sie eine wichtige Import- und Export-Achse; das sieht man auch an dem vergleichsweise hohen Prozentsatz an LKWs.

## Verbindung Knooppunt Ressen – Zevenaar
Es gibt Pläne, dass die A15 mit der A12 verbunden werden soll. 2005 wurden zwei Bauvorschläge eingereicht; eine konkrete Planung wurde aber nicht vor 2010 erwartet. Am 22. Juni 2011 wurde bekannt, dass die A15 ab Bemmel fortgesetzt wird. Die niederländische Ministerin für Infrastruktur und Umwelt, Melanie Schultz van Haegen, schloss Vereinbarungen mit der Provinz Gelderland und den Städten Arnhem und Nijmegen, die sich an dem Bauvorhaben beteiligen. Demnach wird das Projekt ein Teil einer Mautstrecke. Die Baukosten wurden damals auf 1 Mrd. Euro geschätzt, von denen das Land 385 Mio. und 372 Mio. die Provinz und die Städte übernehmen sollten. Der Beginn der Bauarbeiten war für 2018 geplant.
Im Januar 2020 erhielt das Konsortium „GelreGroen“, an dem Hochtief beteiligt ist, den Auftrag, die A15 um zwölf Kilometer zu verlängern und zudem A12 und A15 auf einer Strecke von 23 Kilometern durch neue Fahrspuren zu verbreitern. Das Projekt hat ein Volumen von 1,2 Milliarden Euro und enthält den Bau einer Brücke über den Pannerdens-Kanal. Der Entwurfsvorschlag der Architekten Ney & Partners für die Brücke sieht einen darunter verlaufenden Rad- und Fußweg vor. In der Mitte der Brücke wollen die Bauherren einen Aussichtspunkt schaffen, von dem Radfahrer und Spaziergänger einen freien Blick auf den Fluss und die Auen genießen können.

## Bilder

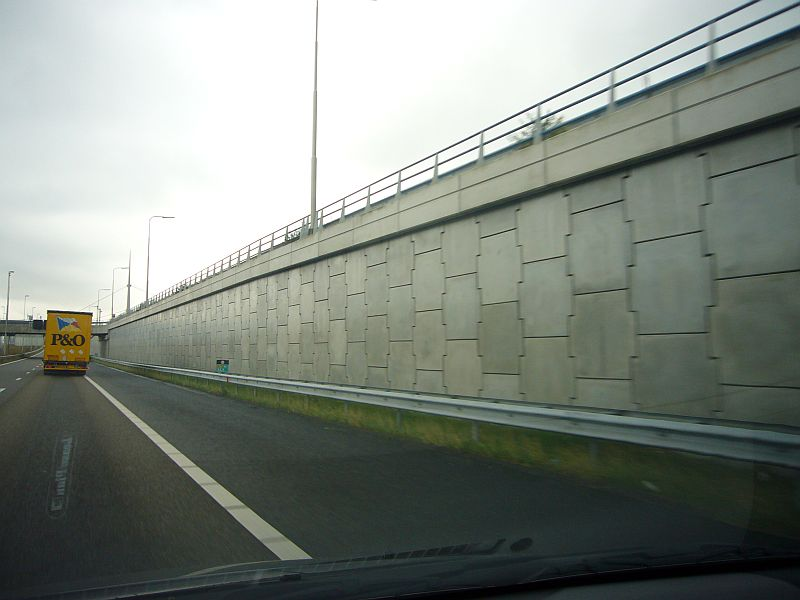
N15 in Europoort (Ausfahrt 12)
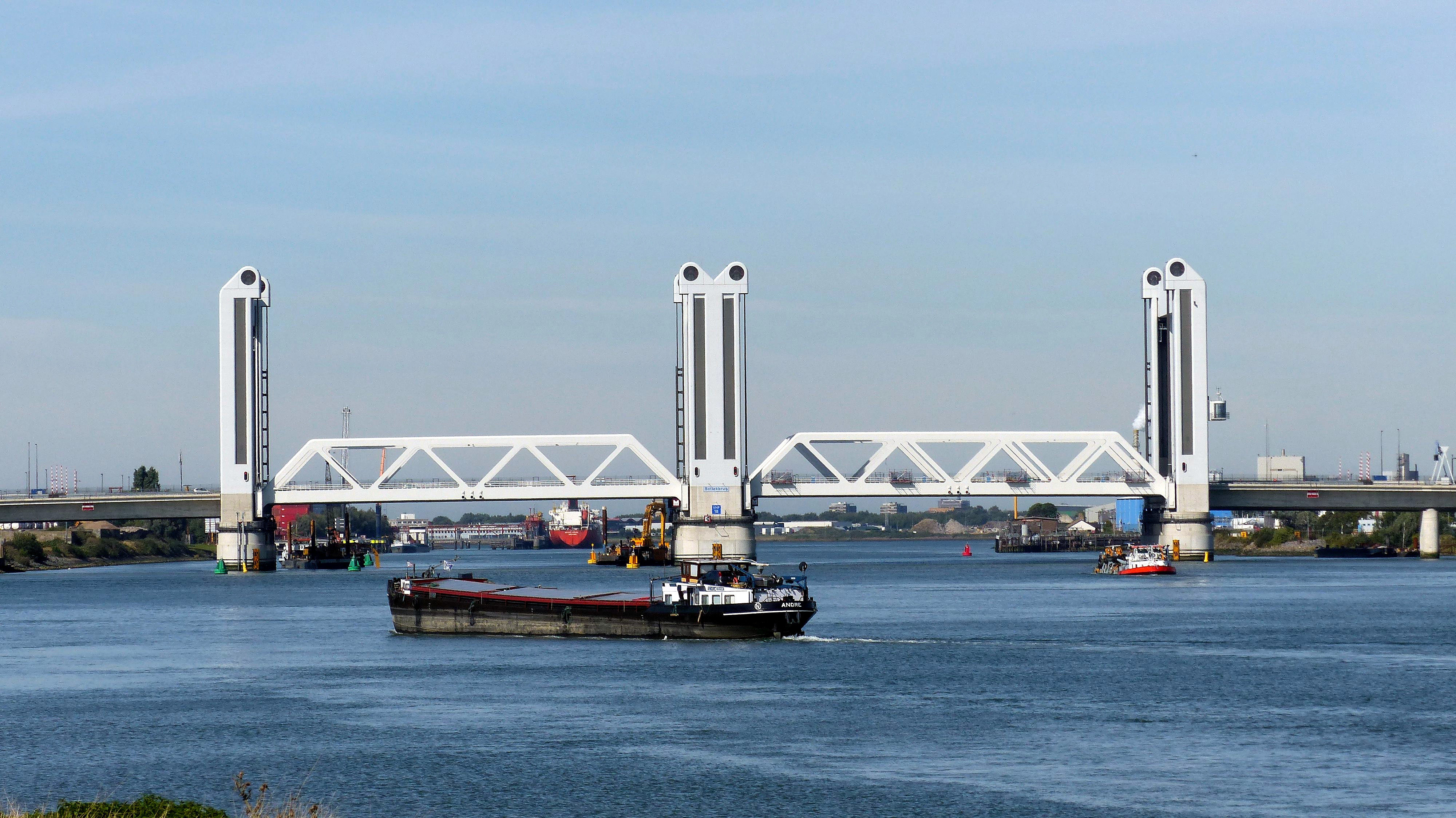
A15 Botlekbrug
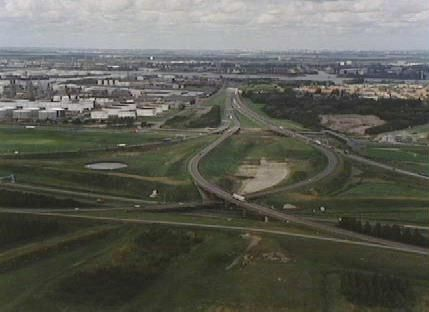
Knooppunt Benelux
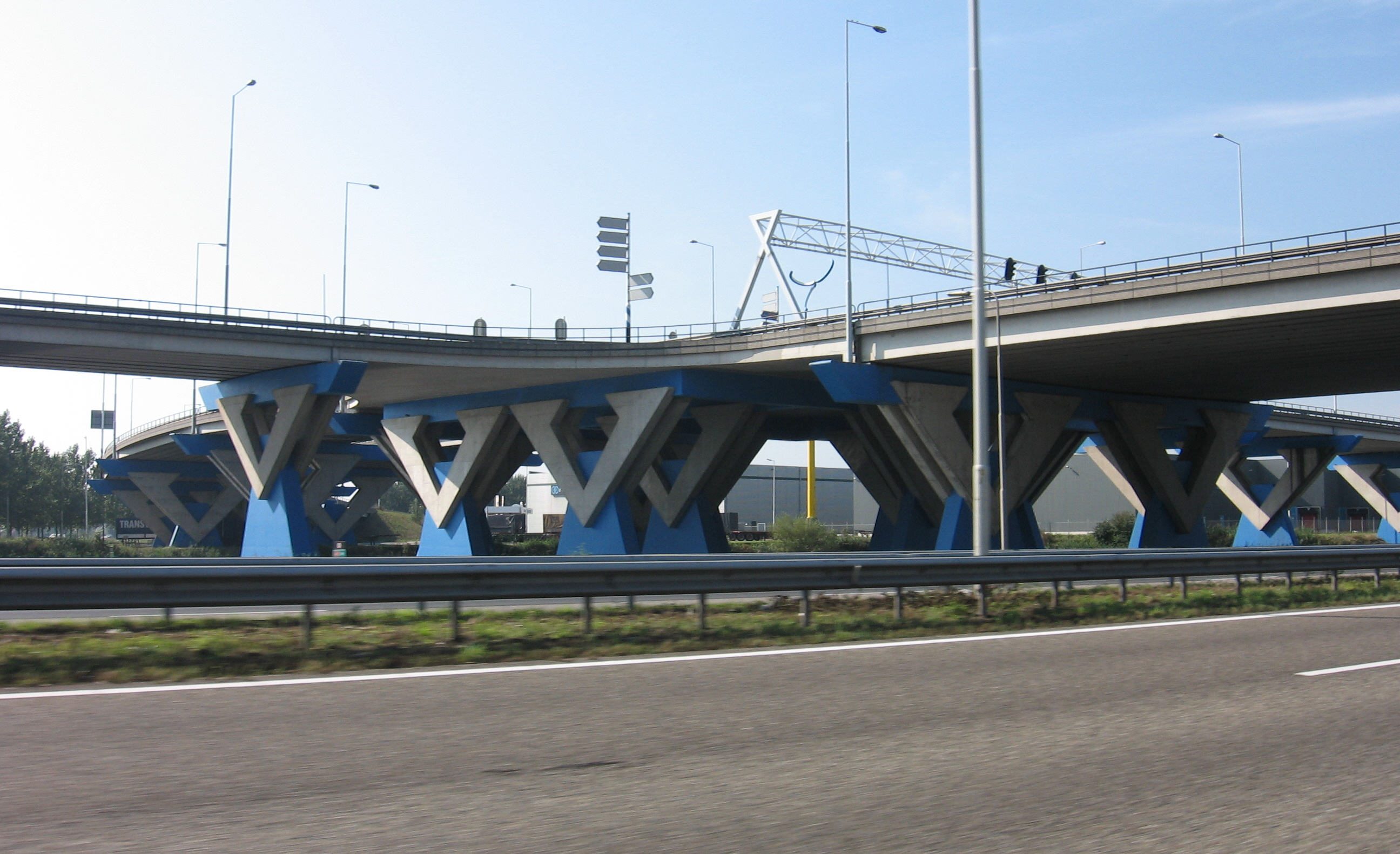
A15 bei Ausfahrt Pernis
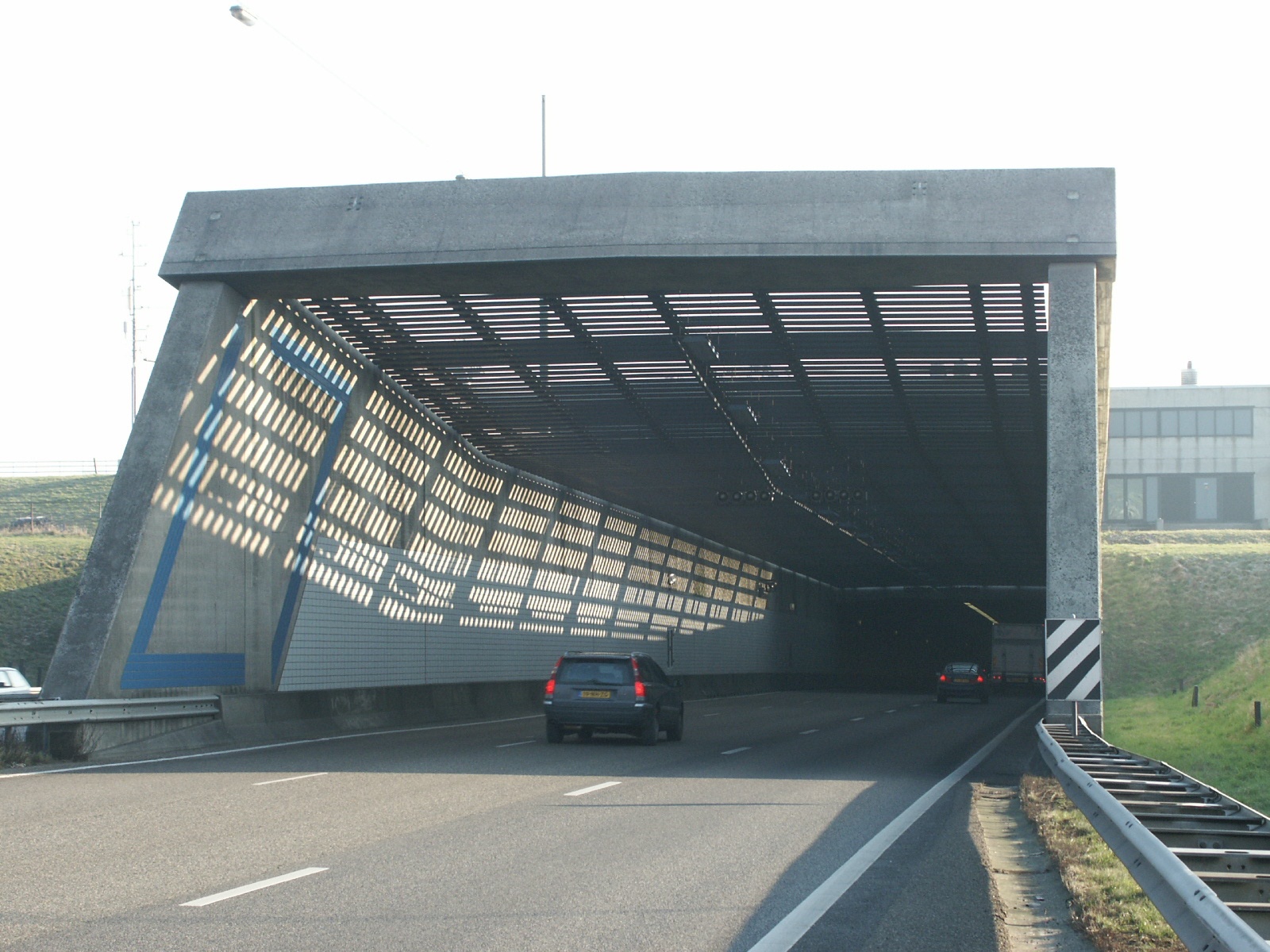
Portal des Noord-Tunnels der A15 bei Alblasserdam
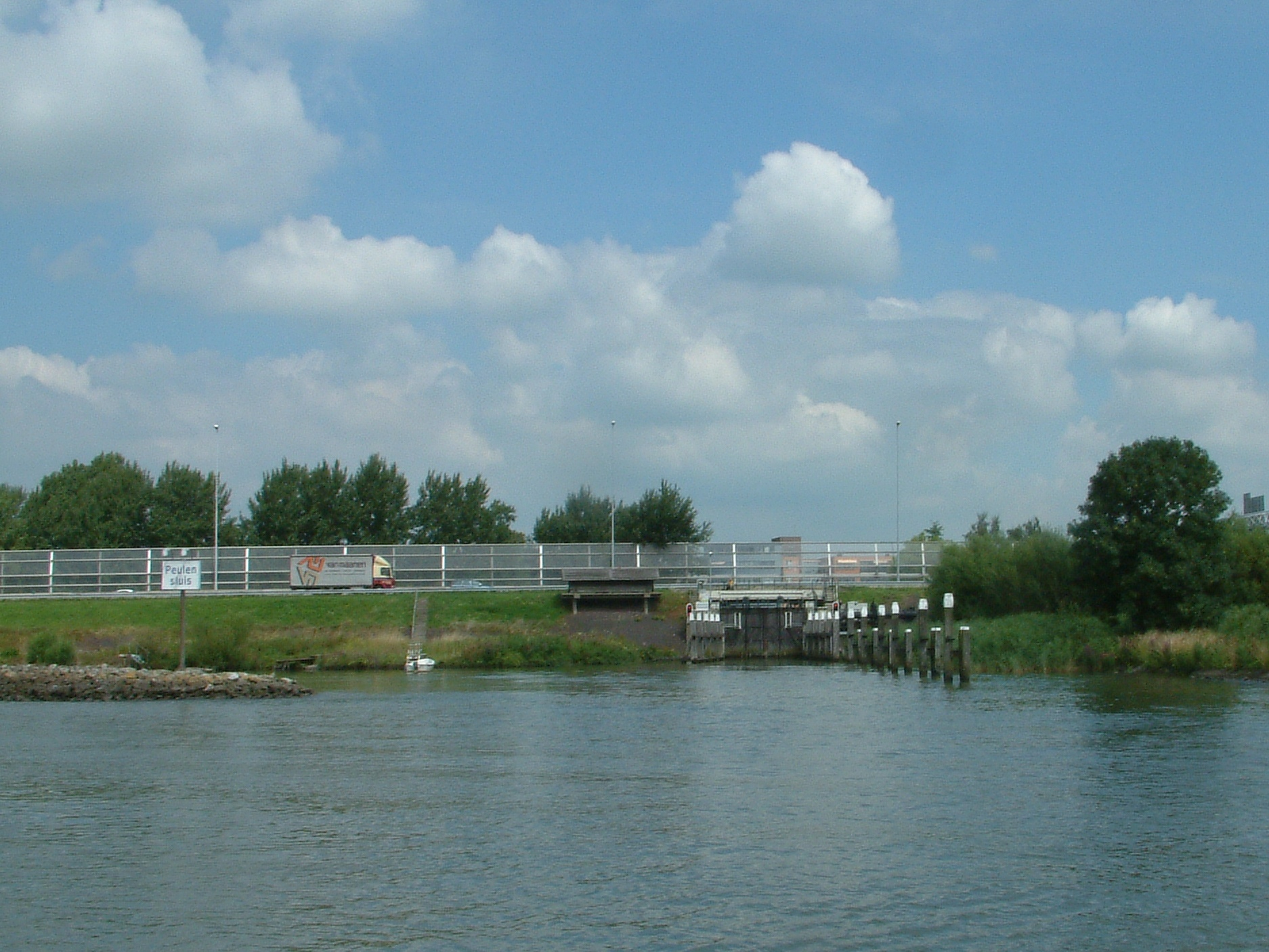
Die Schleuse Peulensluis unter der A15 bei Hardinxveld-Giessendam
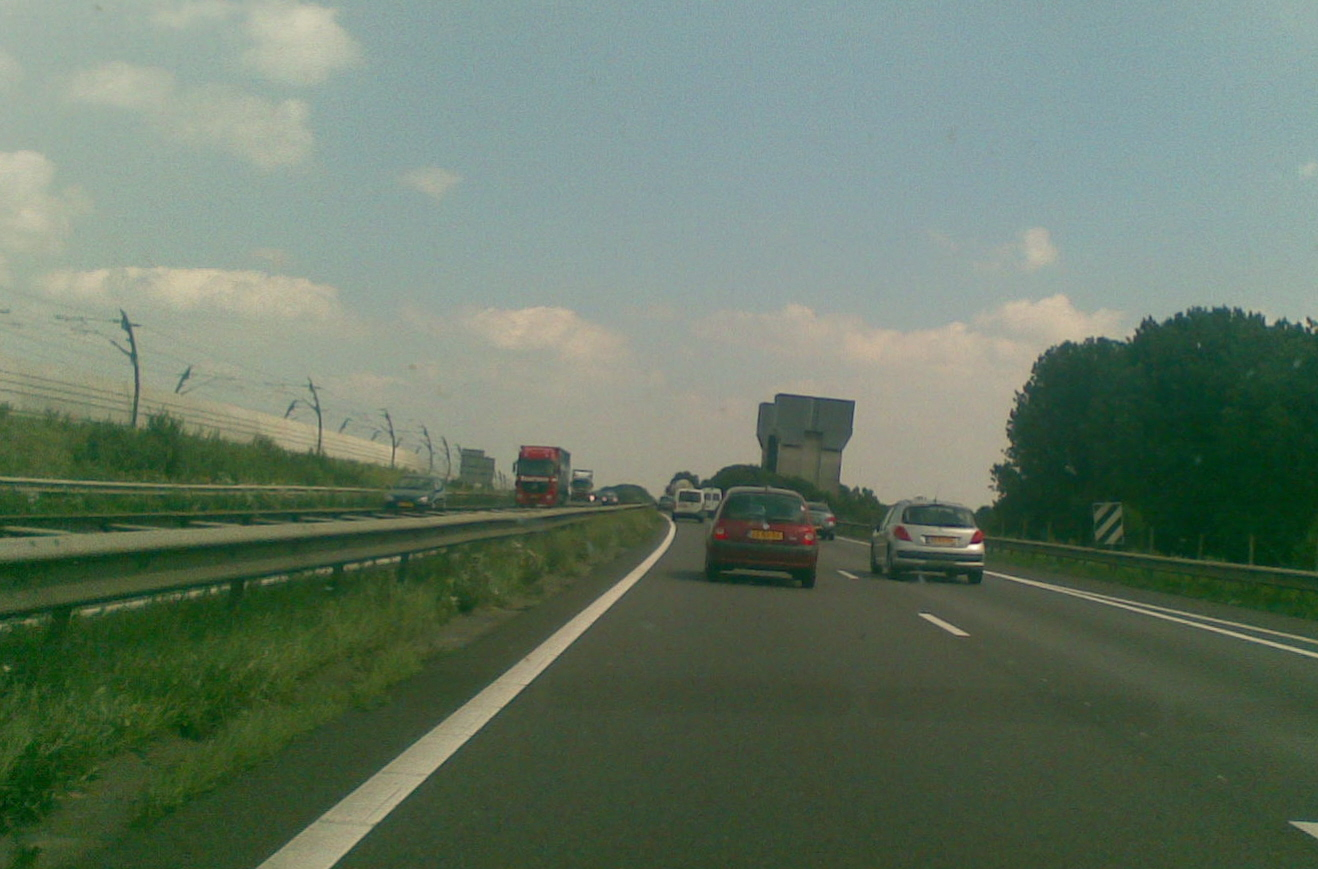
A15 nahe Tiel in Verkehrswegebündelung mit der Betuweroute
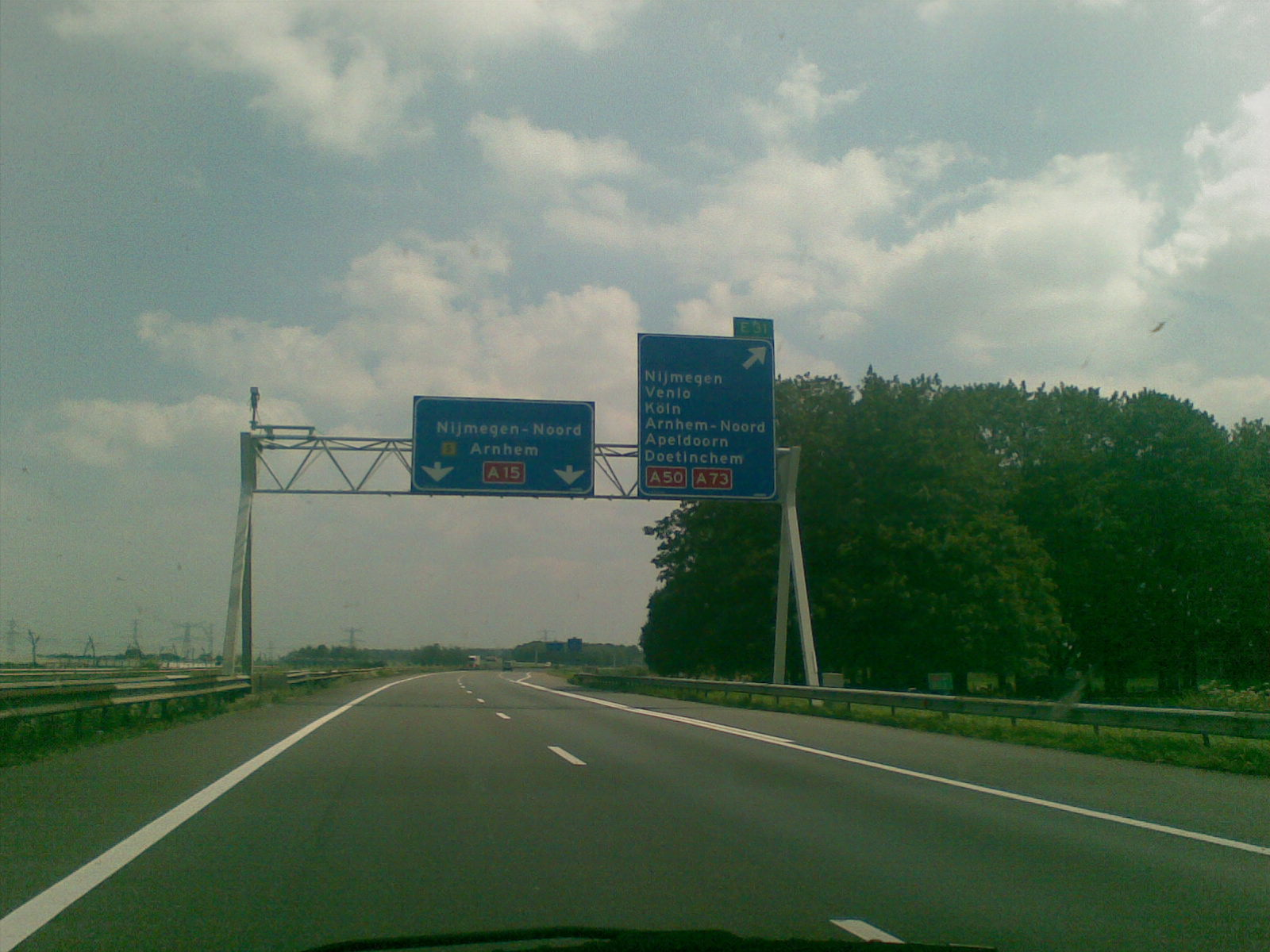
Die A15 am Knooppunt Valburg, wo die A15 die A50 kreuzt.
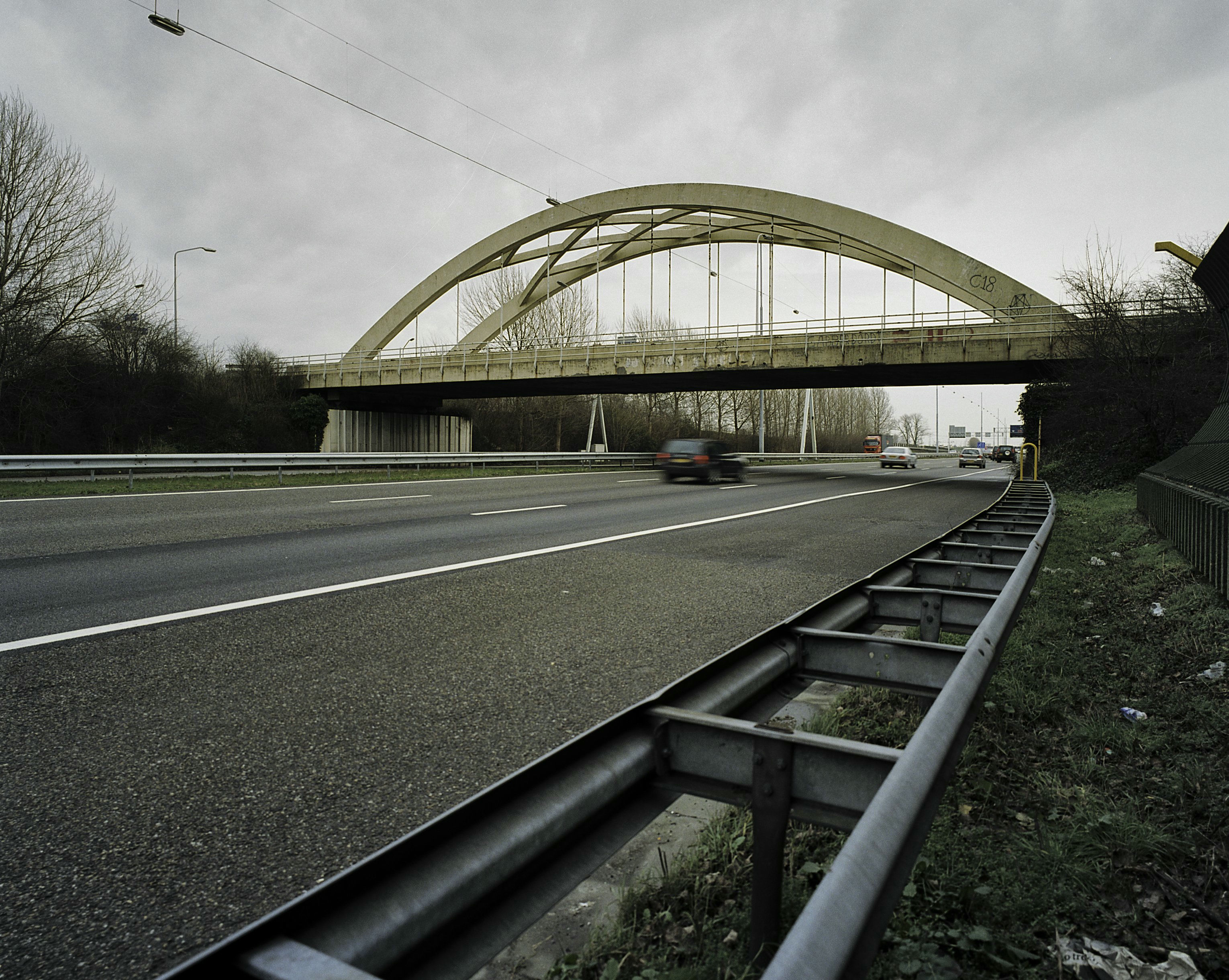
Brücke über der A15 in Papendrecht
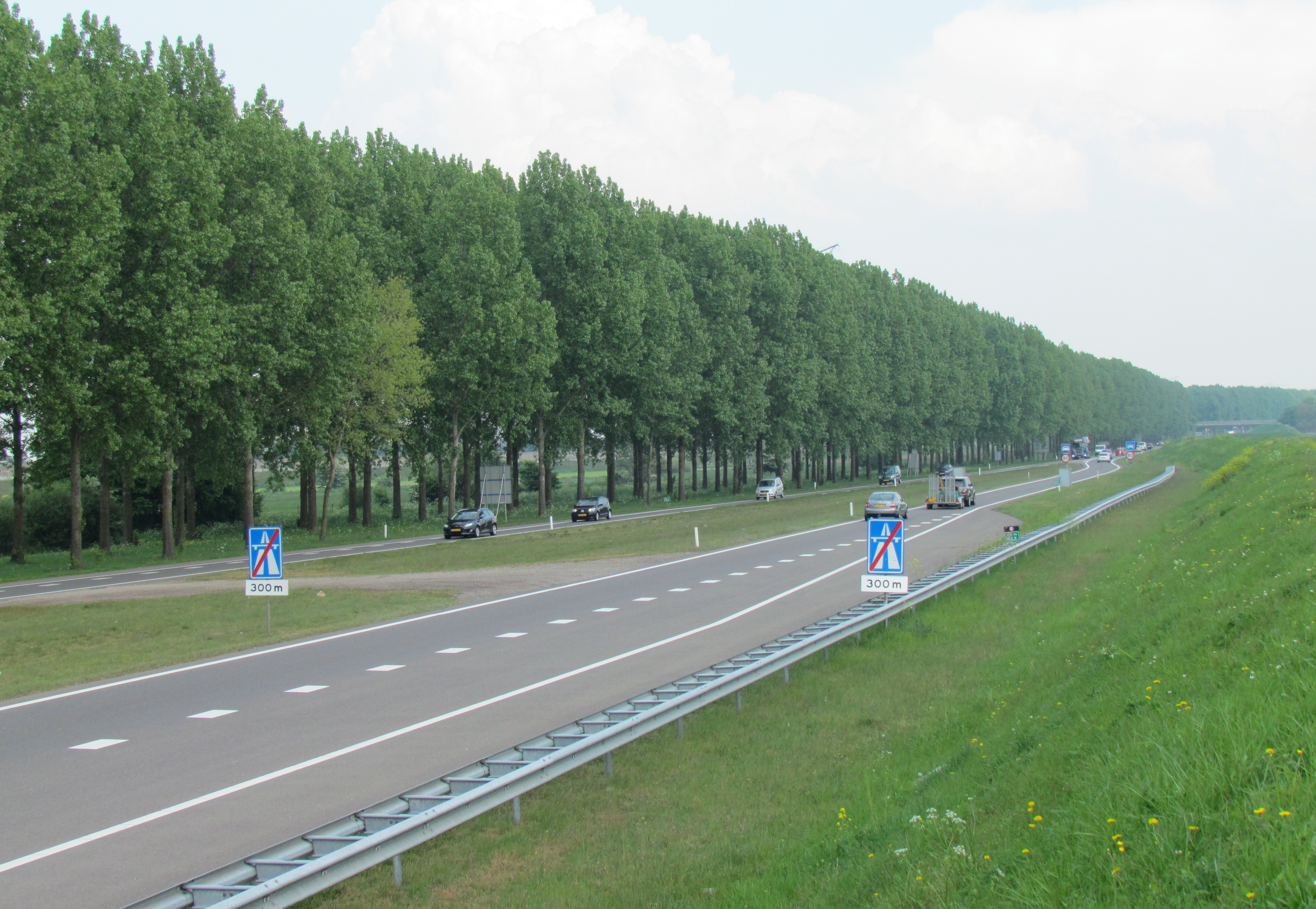
Ende der A15 bei Bemmel